# Lithophane nigrescens
Lithophane nigrescens là một loài bướm đêm trong họ Noctuidae.